# بنك عوده
بنك عودة (باللغة الإنجليزية: Bank Audi)، بنك عالمي وشركة خدمات مالية مقرها بيروت، لبنان. تقدم منتجات وخدمات مالية مثل الخدمات المصرفية للأفراد، والخدمات المصرفية للشركات، والتأمين، والخدمات المصرفية الاستثمارية، وقروض الرهن العقاري، والخدمات المصرفية الخاصة، والأسهم الخاصة، وإدارة الثروات، وبطاقات الائتمان، والخزينة وأسواق رأس المال
يمتلك بنك عودة شبكة من 203 فرعاً، وأكثر من 500 جهاز صراف آلي، وعدد كبير من المندوبين في 29 مدينة حول العالم. تتمركز عمليات بنك عودة بشكل أساسي في لبنان، ومنطقة الشرق الأوسط، وشمال أفريقيا، والأردن وتركيا.
في نهاية سبتمبر 2020، بلغت ودائع عملاء بنك عودة من القطاع الخاص 26.5 مليار دولار أمريكي، في حين بلغت حقوق المساهمين 3.0 مليار دولار أمريكي. مع أكثر من 35.2 مليار دولار أمريكي في هيئة أصول مجمعة.
حصل بنك عودة على لقب أفضل مصرف في لبنان في عام 2017، ويصنف حاليا رقم 1,415 في قائمة فوربس العالمية 2000. تم بيعه للامارات 2021

## التاريخ
تأسس بنك عودة في عام 1830، لكن تم اعتباره بنك عالمي في عام 1962. مسجل في السجل التجاري في بيروت برقم ملف 11347 وفي القائمة اللبنانية لمصارف لبنان برقم 56.
توسعت قاعدة المساهمين لتضم أكثر من 1,500 من حاملي الأسهم العادية وإيصالات الإيداع العالمية بعد أن كانت تضم في البداية أعضاء عائلة عودة وبعضا من المستثمرين الكويتيين.
في عام 2004، وقع بنك عودة اتفاقية اندماج مع بنك سرادار، ليصبح بذلك بنك سرادار واحدا من أكبر المساهمين في مجموعة بنك عودة سال عودة سرادار. لم يستمر الإندماج فترة طويلة، حيث انفصل البنكان بعد 6 سنوات فقط. في 20 فبراير 2019، أعلن بنك عودة عن اتفاقية إيداع جديدة تم بموجبها تسمية بنك نيويورك ميلون بنك الإيداع اللاحق لبرنامج إيصالات الإيداع العالمية (GDR) ليحل محل شركة دويتشه بنك.

## العمليات

### مجلس إدارة
يتكون مجلس إدارة البنك من:
- السيد/ ريموند و. أودي، الرئيس الفخري لمجلس الإدارة
- الأستاذ سمير ن. حنا، رئيس مجلس الإدارة- المدير العام والرئيس التنفيذي للمجموعة
- د.مروان محمد غندور نائب رئيس مجلس الإدارة
- السيد مارك ج. أودي، نائب رئيس مجلس الإدارة- المدير العام
- الشيخة مريم ن. الصباح
- د. عماد عيتاني
- الاستاذ عبد الله إبراهيم الحبيب
- د. خليل محمد البيطار
- السيدة شيرين عودة، المدير العام وعضو مجلس إدارة بنك عودة فرنسا
- السيد كارلوس عبيد
- السيد فريد فؤاد لحود، مساعد المدير العام- سكرتير الشركة للمجموعة.

### الخدمات البنكية

#### التجزئة والخدمات المصرفية الشخصية
تعتبر الخدمات المصرفية الشخصية في بنك عودة هي الخدمات والمنتجات المقدمة للأفراد، مثل الحسابات، والبطاقات، والقروض، والخدمات، وقروض محددة للجنرالات العسكريين والموظفين في القطاع العام.

#### الخدمات المصرفية التجارية
تعتبر الخدمات المصرفية التجارية في بنك عودة هي مجموعة الخدمات المقدمة للشركات والمؤسسات في لبنان، وتشمل الخدمات المصرفية للشركات، والخدمات المصرفية التجارية، والخدمات المصرفية للشركات الصغيرة والمتوسطة، وبطاقات مديري تلك الشركات.

#### الخدمات المصرفية الخاصة
بدأ بنك عودة الخاص عملياته في عام 1976 من خلال ثلاثة مراكز حجز رئيسية في سويسرا والأردن والإمارات العربية المتحدة. شملت العمليات تقديم الخدمات للعملاء أصحاب الثروات الكبيرة وتسهيل الوصول الكامل إلى الأسواق الرئيسية في جميع أنحاء العالم ومنتجات الاستثمار العالمية.

### كبار المساهمين
يمتلك صندوق استثمار إف أر إتش أغلب أسهم بنك عودة، يليه عائلة عودة، ثم ورثة الشيخة سعاد حمد الصالح الحميزي، ثم الشيخ ذياب بن زايد آل نهيان، ثم عائلة الصباح وغيرهم.
في عام 2018، استحوذ البنك الأوروبي للإنشاء والتعمير على 2.51% من إجمالي الأسهم العادية القائمة لبنك عودة.

### الشركات التابعة الرئيسية
تضم مجموعة الشركات التابعة لبنك عودة العديد من الشركات والبنوك على مستوى العالم مثل:
- بنك عودة- في تركيا
- بنك عودة- في مصر
- بنك عودة- في سويسرا
- بنك عودة الخاص سال
- عودة كابيتال- في المملكة العربية السعودية
- بنك عودة- في قطر
- بنك عودة- في فرنسا
- بنك عودة للاستثمار سال
- مجموعة عودة القابضة للاستثمار.

## خدمات مبتكرة
في عام 2011، أعلن بنك عودة بداية التعامل بنظام مساحات نوفو في مواقع مختارة. يسمح النظام الجديد للعملاء بالدردشة المرئية المباشرة مع الصرافين وتوفير غرفة استشارية للاستشارات المتخصصة.
في عام 2014، قدم بنك عودة لعملائه ماكينات صرافة آلية تفاعلية من شركة إن سي أر. تتميز تلك الصرافات بتقديم ميزة السماح بالتحدث مباشرة مع صراف شخصي لإجراء التحويلات والودائع وصرف الشيكات وإجراء أنواع مختلفة من المدفوعات.
في عام 2014، قدم بنك عودة خدمة تاب تو باي، أول خدمة دفع عبر الهاتف المتحرك بتقنية إن إف سي في لبنان والشرق الأوسط.

## فضيحة أوراق بنما
في 5 أبريل 2004، أسست شركة كوميوم إس إيه في لوكسمبورغ شركة خارجية (ربما تكون أيضًا شركة صورية) في جزر فيرجن البريطانية تسمى مجموعة سي موبايل المتحدة. وفقا لوثائق بنما، في 17 سبتمبر 2008، أصبح بنك عودة مساهماً في مجموعة سي موبايل المتحدة. في نفس اليوم أصبحت مجموعات شركات كوميوم إس إيه (ليست شركة كوميوم إس إيه) شركة من لوكسمبورغ مساهمة ولم تعد شركة كوميوم إس إيه مساهمة في مجموعة سي موبايل المتحدة.
في ذلك الوقت، كان بنك عودة مندمجًا مع بنك سرادار، لذا كان كل من مجموعة سرادار وبنك عودة مساهمين في مجموعة سي موبايل المتحدة. في 24 مارس 2009، لم تعد مجموعات شركات كوميوم إس إيه مساهماً في الشركة وأصبحت شركة من لوكسمبورغ تسمى شركة كوميوم إس إيه مساهماً في مجموعة سي موبايل المتحدة.
في 25 مارس 2010، انفصل بنك سرادار عن بنك عودة وبالتالي فإن حصة مجموعة سي موبايل المتحدة ذهبت إلى بنك عودة.

## ثقافة

### مؤسسة أودي
تأسست مؤسسة عودة عام 2000 من قبل ريموند عودة، بهدف الحفاظ على ثقافة وتراث وحرفية صيدا، ثالث أكبر مدينة في لبنان وعاصمة جنوب لبنان. يقع مقر المؤسسة في منزل لبناني تقليدي في صيدا، حيث يوجد أيضًا مصنع صابون قديم تم ترميمه إلى متحف ومطبخ ومقهى وبوتيك صابون يدوي.
في عام 2018، احتفلت مؤسسة عودة باليوم العالمي للموسيقى بحفلتين موسيقيتين ونقلت مباريات كأس العالم السويسرية في حدث بالتعاون مع سفارة سويسرا في لبنان.

### المجموعة الفنية
أسس بنك عودة مجموعة فنية شاملة في ثلاث مباني تابعة للبنك. الأولى هي الفيلا، أو المقر التاريخي، على بعد خطوات من شارع سرسق في حي الأشرفية في بيروت. تحتوي الفيلا على فسيفساء وقطع أخرى من العصور القديمة.
المقر الحالي، الذي صممه كيفن داش في منطقة بيروت المركزية، يضم فنًا حديثًا ومعاصرًا من أوروبا (راؤول دوفي، وإدوارد فويلارد، وبرنارد بوفيه، وجاك فيلون، وبول ديلفو ونحت تور دنتيليريا الكبير لجان دوبوفيه في الأتريوم). ومن لبنان (شفيق عبود، وحنبعل سروجي، ولمياء جريج، وشوقي شمعون، وجان مارك نحاس، وبول واكيم، ومحمد الرواس، وحسين ماضي).
وأخيرا المقر الرئيسي في جنيف الذي يضم مجموعة من لوحات أولد ماستر (لوكاس كراناش الأكبر، وبيتر بروغل الأصغر، وأبيل غريمر، وفرانس سنايدرز، وجان فان جوين وياكوب فان روسيدل).

## المسؤولية الاجتماعية للشركات
في عام 2012، بدأ بنك عودة مبادرات المسؤولية الاجتماعية للشركات. تدعم المبادرات خمسة ركائز أساسية وهي:
- حوكمة الشركات.
- التنمية الاقتصادية.
- التنمية المجتمعية.
- التنمية البشرية.
- حماية البيئة.

في عام 2017، عمل بنك عودة بشكل أساسي على تسليط الضوء على قطاع أعمال الشركات الصغيرة والمتوسطة باعتباره تمكينًا للبنية التحتية الاقتصادية في لبنان، وأطلق مسابقة «لنتحدث بالمال»، لتعزيز إمكانية الوصول إلى أجهزة الصراف الآلي والفروع للمعاقين جسديًا.
شارك البنك أيضا في مؤتمرات المناخ في لبنان وشجع المستثمرين ورجال الأعمال اللبنانيون والأجانب على الاستثمار في الطاقة النظيفة. كما وعد بدعم جيل الألفية في برنامج المتطوعين المؤسسين من خلال حساب «الربيع».

## الرعاية
رعى بنك عودة برنامج «أكثر من المال» التابع لمبادرة إنجاز لبنان. يهدف البرنامج إلى توعية الأطفال في المدرسة بقيمة المال، كسبه، وإنفاقه، ومشاركته، وتتبعه واستثماره.
استفاد من البرنامج أكثر من 400 طالب في 6 مدارس حكومية في جميع أنحاء لبنان. يتألف البرنامج من 12 صفا قدم في أنشطة أسبوع المال العالمي في الفترة ما بين 12- 18 مارس 2018. تطوع موظفون من بنك عودة لتقديم هذه الفصول.
دخل بنك عودة أيضا في شراكة مع جمعية تجار بيروت (BTA)، وتعاون مع منتدى إم أي تي لريادة الأعمال- المنطقة العربية لرعاية مسابقة «نمي عملي»، مسابقة ريادة أعمال تمنح جوائز لثلاث شركات فائزة. أقيمت المسابقة 6 مرات كان آخرها عام 2017.
أطلق بنك عودة برنامج بيوند بانكيك لتعزيز قطاعي التكنولوجيا المالية والمصرفية في لبنان من خلال خلق بيئة للمشاركين لاختبار أفكارهم قبل إطلاقها.

## وصلات خارجية
- الموقع الرسمي.
- الموقع الرسمي لبنك عودة مصر.
- «ريمون عودة: أسسنا بنك عودة في وقت لم تكن فيه هذه التسمية موجودة».
- ريمون عوده ينال جائزة أفضل مصرفي لعام 2014 من جمعيّة المصرفيّين العرب في لندن.

يوتيوب
- برنامج البيت بيتك- العضو المنتدب لبنك عودة- مصر «كيف تفتح حساب في بنك؟»
- بنك عوده - مصر يحصد جائزتين من مؤسسة «ذا جلوبال إيكونومكس»